# Cardano Reattivo Compatto

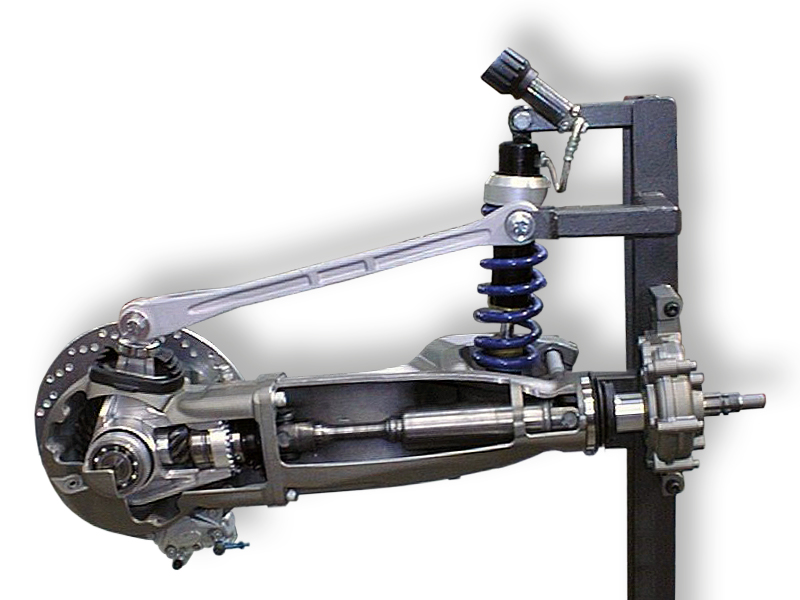
CARC-System von Moto Guzzi

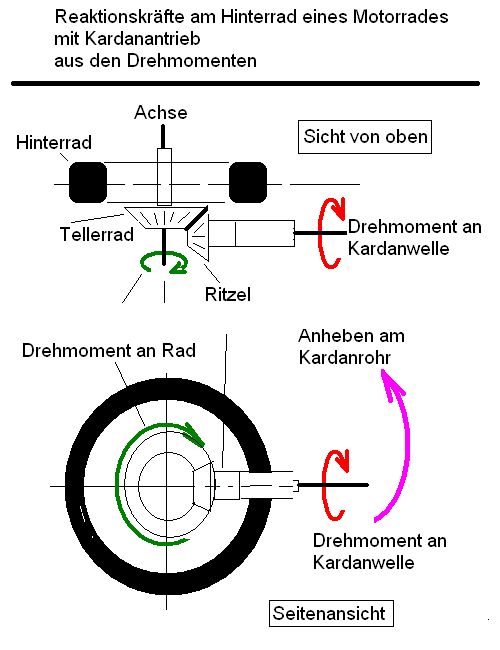
Reaktionskräfte und Drehmomente am Kardan

Die 2005 von Moto Guzzi mit der Breva V 1100 eingeführte CARC-Konstruktion der Hinterradschwinge mindert – wie schon seit 1987 bei BMW-Motorrädern mit Kardanantrieb mit dem konstruktiv ähnlichen Paralever-System – die störenden Reaktionskräfte des Kardanantriebs. CARC, auch CA.R.C. geschrieben, steht für italienisch Cardano Reattivo Compatto.
Das System wird in den Modellen Bellagio, Breva, Griso, Norge, Stelvio und 1200 Sport verwendet.

## Kardan-Reaktionskräfte
Der Antrieb über eine längs angeordnete Kardanwelle benötigt eine Umlenkung des Antriebs-Drehmomentes um neunzig Grad, um das quer angeordnete Hinterrad anzutreiben. Dazu dient ein Kegelradgetriebe am Hinterrad, bestehend aus Gehäuse, kegeliges Ritzel an der Kardanwelle und kegeliges Tellerrad zum Antrieb des Hinterrades.
Bei den meisten kardanwellengetriebenen Motorrädern befindet sich das Tellerrad des Kegelradgetriebes innen, also radseitig, siehe Skizze.
Das Beschleunigen des Motorrades führt bei dieser Bauweise der Kraftübertragung zum Anheben des Hecks. Das Moment aus Umfangskraft mal Radhalbmesser muss nämlich von der Schwinge abgestützt werden.
In anderen Worten, wenn man sich für den betrachteten Augenblick das Hinterrad als stehend vorstellt, tendiert das drehende Ritzel bei der Beschleunigung der Kardanwelle „am stehenden Tellerrad hoch zu klettern“. Diese Relativbewegung entspricht einer Vergrößerung des Winkels zwischen Hinterradschwinge und Motorradrahmen. Da die Straße unter dem Hinterrad nicht nachgibt, hebt sich das Motorradheck an. Beim Gaswegnehmen, also Verzögern, sinkt hingegen die Maschine hinten ab. Bei Kettenantrieb hingegen bleibt die Schwinge von Antriebsmomenten praktisch frei.

## Konzept eines Gelenkvierecks
Eine Hinterradaufhängung mit „winkelkonstantem“ Kardanantrieb und zwei Kreuzgelenken wurde schon 1909 bei einer Wilkinson TMC verwendet.
Das CARC-System, wie der Paralever von BMW, vermeidet größtenteils die oben beschriebenen, gewöhnungsbedürftigen Fahrwerksreaktionen: das Kegelradgetriebe am Hinterrad ist gelenkig mit der Schwinge verbunden. Das Antriebsmoment wird von einem zusätzlichen Lenker aufgefangen. Der Lenker und die Hinterradschwinge sind bei BMW gleich lang und die Befestigungspunkte am Hinterrad und am Rahmen haben den gleichen Abstand. Das sich dadurch ergebende Gelenk-Parallelogramm verhindert das Verdrehen das Achsgehäuses und hält so die Federung von Antriebskräften frei.

## Unterschied zum BMW-System

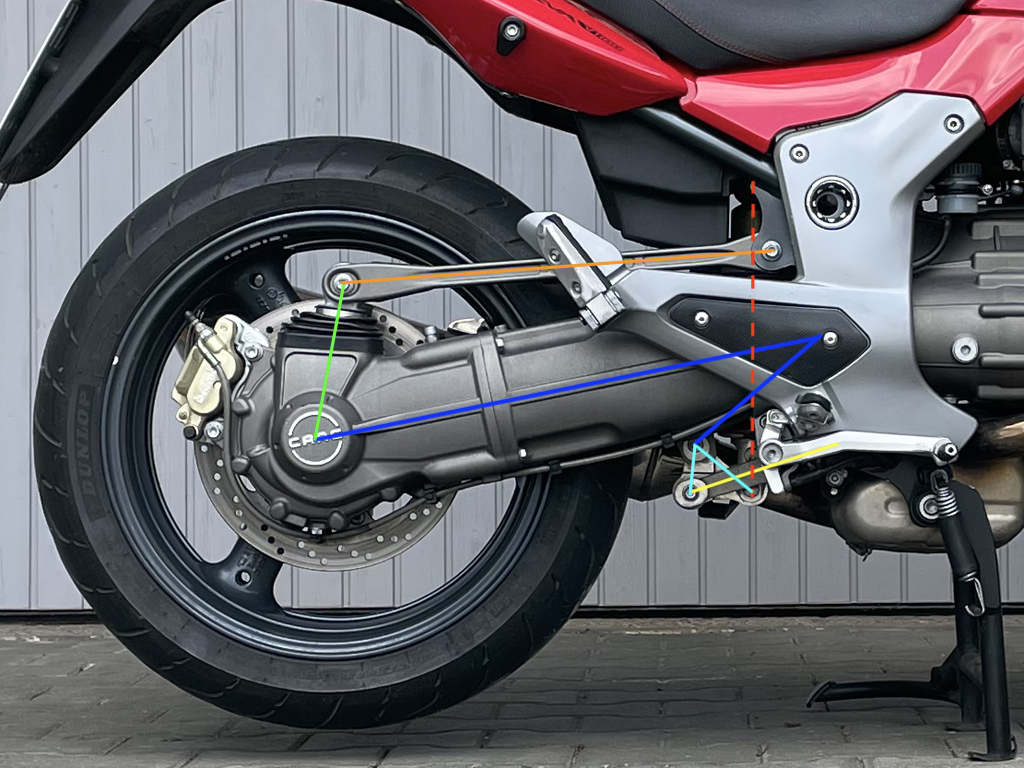
Hebelgeometrie des CARC-Systems

Wie BMW lässt Moto Guzzi die Kraft von einem Lenker in einem Gelenkviereck aufnehmen, um das Anheben des Kardanrohres als Reaktion auf die beim Beschleunigen entstehende Umfangskraft des Ritzels zu verhindern. Die CARC-Einarmschwinge hat jedoch kein Knickgelenk in der Schwinge, sondern das Achsgetriebe ist auf der Radachse drehbar gelagert und stützt sich über den Lenker am Rahmen ab. 